# Castillo de Paderne

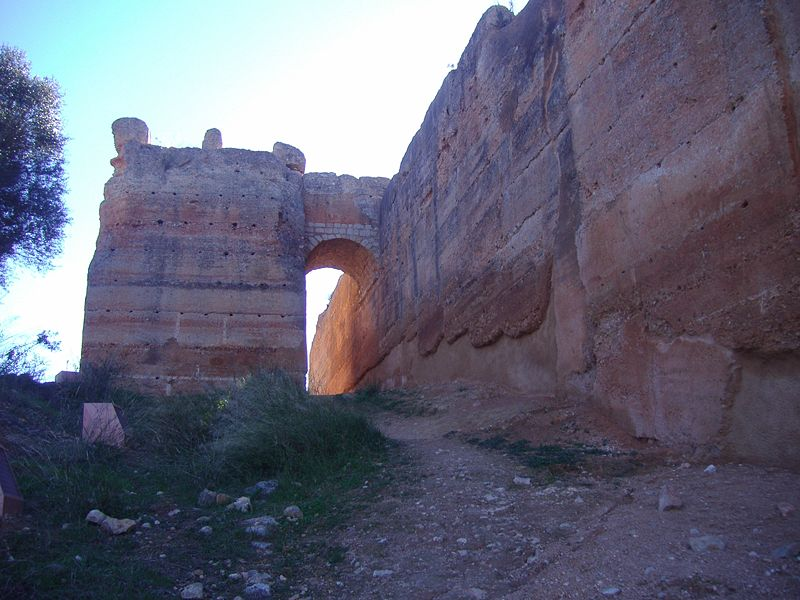
Castillo de Paderne

El castillo de Paderne está localizado en la freguesia del mismo nombre, municipio de Albufeira, distrito de Faro, en el Algarve, Portugal.
Se yergue en posición dominante sobre la ribera de Quarteira, cerca de dos kilómetros al sur de la ciudad. Uno de los siete castillos representados en la bandera de Portugal, sus ruinas, de color rojizo, constituyen uno de los ejemplares más significativos de la arquitectura militar musulmana en la península ibérica, destacándose en el paisaje como un avisa de la llegada al Algarve para quien entra en Via do Infante, viniendo de la A2. El efecto escenográfico se multiplica de noche, gracias a la iluminación instalada por la Región de Turismo del Algarve.